# Albanese Republiek
De Albanese Republiek (Albanees: Republika Shqiptare) was een land in het zuidoosten van Europa dat bestond van 1925 tot 1928.
Nadat het vorstendom Albanië al enkele jaren zonder vorst zat werd in 1925 de republiek uitgeroepen. De republiek stond onder sterke invloed van het Koninkrijk Italië, dat in 1925 eiste dat de twee landen zouden samen gevoegd worden zodat de invloed van Italië in de Balkan groter zou worden. Beide landen hadden ook een territoriaal conflict met Griekenland en steunden elkaar.
Ahmet Zogu werd president en werd verkozen voor een ambtstermijn van zeven jaar. Zogu onderhield goede relaties met de fascistische Italiaanse leider Benito Mussolini. In 1928 werd het koninkrijk uitgeroepen en Ahmet Zogu werd koning Zog I.